# General Sherman (Schiff)
Die General Sherman (koreanisch: 제너럴셔먼호) war ein bewaffnetes US-amerikanisches Handelsschiff, benannt nach dem Bürgerkriegsgeneral William T. Sherman.
Das Schiff ist ausschließlich durch den nach ihm benannten General-Sherman-„Vorfall“ bekannt.

## Der Sherman-Vorfall

### Aufbruch nach Korea
1866 reiste der amerikanische Kaufmann und Eigner des Schiffes W. B. Preston im Auftrag der britischen Handelsgesellschaft Meadows & Co. (mit Sitz in Tianjin) nach Korea, wo er Verhandlungen über eine Öffnung des streng abgeschotteten Landes aufnehmen wollte. Das Schiff verließ den Hafen von Yantai in China am 6. August 1866 mit einer Ladung aus Glas, Baumwolle, Zinn, Laudanum, Salpeter und anderen für den illegalen Handel bestimmten Gütern. Preston hoffte bei dem Zustandekommen eines Handels, dass die Koreaner ihn mit Reis, Gold, Tigerfellen und Ginseng beliefern könnten.

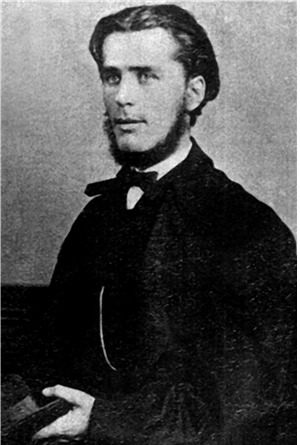
Pastor Robert Jermain Thomas war Passagier auf der General Sherman

Die Besatzung des Schiffs umfasste zwei Amerikaner (Kapitän Page und Erster Offizier Wilson), einen Briten (Supercargo George Hogarth), elf Seeleute aus Nord- und Südchina (darunter Übersetzer Chao Ling Feng und zwei Navigatoren aus Shandong) und zwei Seeleute aus Malaya. Als Passagiere an Bord waren der amerikanische Eigentümer W. B. Preston aus Boston selbst und der protestantische Missionar Robert Jermain Thomas aus Wales, der 1865 bereits einmal in Korea gewesen war und auch über die jüngsten Verfolgungen von Byeong-in voll im Bilde war. Weiterhin soll George Hogarth einen kantonesischen Geldwechsler beschäftigt haben, um koreanische Münzen zu schätzen; während Reverend Thomas zwei chinesische Diener beschäftigte.

### Ankunft in Korea
Am 16. oder 18. August erreichte das Schiff die Mündung des Flusses Taedong. Entsprechend geltender Anweisungen, dass fremde Händler freundlich zurückzuweisen seien, sandte Park Gyu-su (alte Transkription: Pak-Kyusu), der Gouverneur von Pyeongan-do, einen Beamten zur höflichen Kontaktaufnahme. Emissär Chung Taseik teilte den Amerikanern die geltende Gesetzeslage mit: Korea treibe keinen Handel mit Ausländern; lokalen Beamten und Gouverneuren seien die Hände gebunden und nur der König könne die Gesetze aufheben. Als der Kapitän angab, er würde die Entscheidung des Königs zur Aufhebung der Gesetze abwarten, wies ihn Chung an, an der Flussmündung zu ankern, bis der koreanische König Gojong über das Anliegen der Fremden informiert sei. Entgegenkommend übergab Chung auch noch Proviant für die Crew.
Auch unter günstigen Umständen hätten die amerikanischen Händler eine Abfuhr erhalten, denn der für den minderjährigen König entscheidende Prinzregent Heungseon Daewongun war nicht bereit, von der traditionell strikt isolationistischen Haltung des Königreichs Korea abzurücken. Ein bis hierhin sehr ähnlich gelagerter Vorfall, der sich ebenfalls im August 1866 zutrug, war die Ankunft des Dampfers Emperor unter Ernst Oppert vor der Hauptstadt Hanyang (Seoul) gewesen: der Deutsche wurde so lange durch Verhandlungen hingehalten, bis seine Kohlevorräte aufgebraucht waren und er erfolglos abziehen musste.

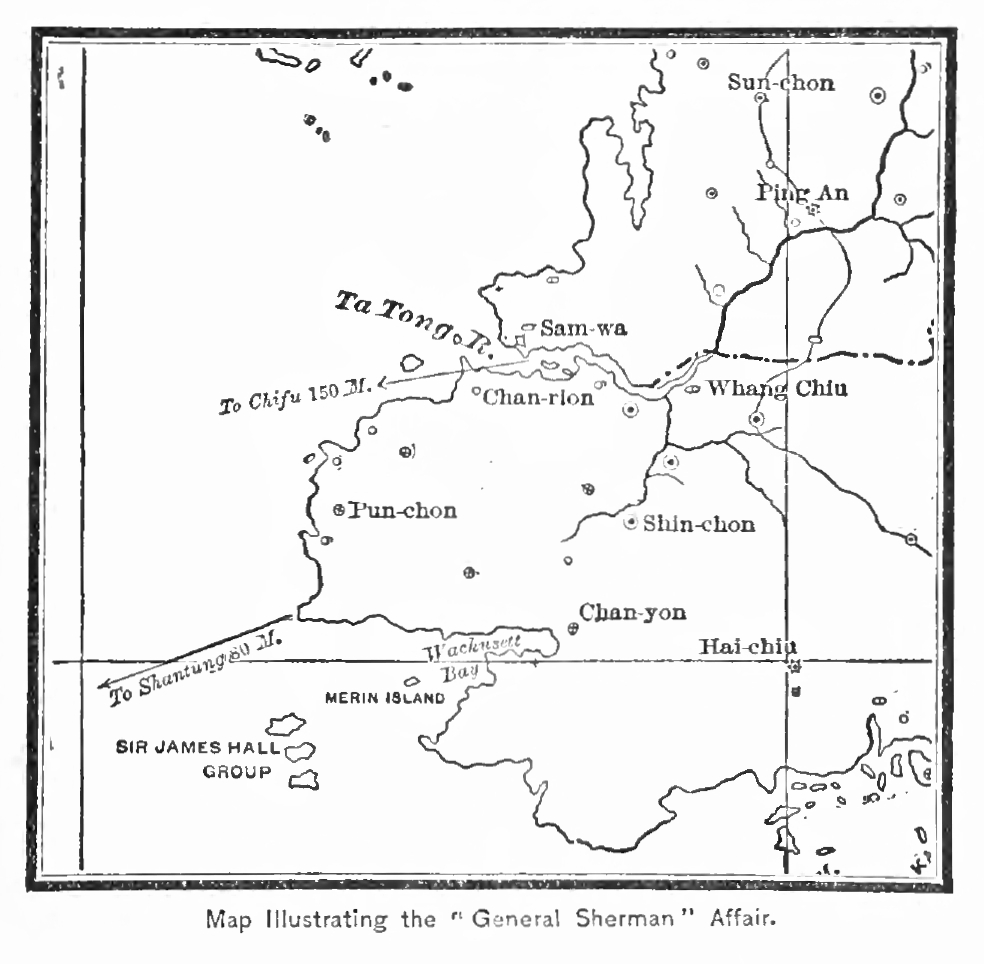
Karte zu den Geschehnissen: Die Fahrt der Sherman ging flussaufwärts von Ta Tong R. bis Ping An

Auf Wunsch von Preston ignorierte Kapitän Page die Botschaft des Emissärs und fuhr mit der General Sherman auf dem Taedong flussaufwärts. Dabei mussten wiederholt Zwischenhalte eingelegt werden, denn lokale Beamte behinderten mit ihren Bitten, umzukehren, das Vorankommen. Pfarrer Thomas verteilte protestantische Bibeln in chinesischer Sprache an die Bevölkerung wie etwa Flussfischer, die den Besuchern mit weniger Argwohn und mehr Interesse begegneten: In einem der Uferdörfer soll der Missionar 500 Bibeln verteilt haben, und koreanische Schaulustige, die das Schiff auch betreten und besichtigen durften, waren so zahlreich, dass es einmal beinahe gekentert sei. Bei dem Dorf Mangyŏngdae behinderten Stromschnellen eine Weiterfahrt, doch dank eines Starkregens, der zu Hochwasser auf dem Taedong führte, gelang der General Sherman erneut ein Vorwärtskommen und sie erreichte zum 27. August die Insel Yangjak bei der Provinzhauptstadt Pjöngjang, wo Park Gyu-su residierte.
Der Provinzgouverneur sandte seinen Stellvertreter, den militärisch erfahrenen Kommandeur Yi Hyon-ik (alte Transkription: Lee Hyon Ik) zu dem Schiff, diesmal mit weitaus weniger freundlichen Worten: Der König sei über die Anwesenheit informiert und das Schwarze Schiff müsse abziehen, bevor dessen Antwort eintreffe. In der Tat war Prinzregent Daewongun in Hanyang über die Situation informiert worden und gab Anweisung, das ausländische Schiff zu zerstören und alle Besatzungsmitglieder zu töten, falls diese sich nicht eines besseren besännen und umkehrten. Daewongun hatte bereits eine Reaktion des Auslandes auf die Katholikenverfolgungen von Byeong-in erwartet, welche er nur Monate zuvor angeordnet hatte. Die Ankunft eines bewaffneten Handelsschiffs, welches mit missionarischen Schriften beladen war und alle koreanischen Bestimmungen verletzte, deckte sich gut mit den Befürchtungen bei Hofe.

### Konflikt

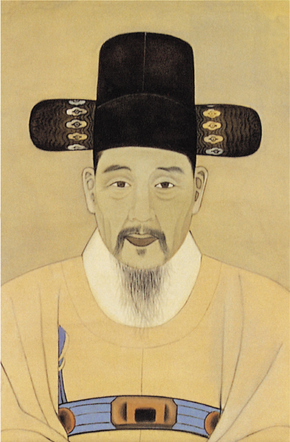
Park Gyu-su

Park Gyu-su organisierte ein Militäraufgebot, das mit Musketen, Kanonen und Feuerpfeilwerfern (diese sogenannten hwajŏn waren die Weiterentwicklung des bekannteren hwacha aus dem 16. Jahrhundert) ausgerüstet war, sowie mehrere hundert kampferfahrene Freiwillige. Die koreanischen Truppen paradierten unter dem Jubel der Bevölkerung in die Nähe des Schiffs, um durch diese Konfrontation eine Drohkulisse aufzubauen. Nichtsdestotrotz sandte die General Sherman nachts ein Beiboot aus, um weitere Erkundungen an Land vorzunehmen. Yi Hyon-ik bemerkte diesen Vorstoß und eilte persönlich mit einer Truppe an die Landungsstelle. In dem Gefecht wurde er gefangen genommen, und die Invasoren zogen sich mit Yi als Geisel auf ihr Schiff zurück.
Das mittlerweile ablaufende Hochwasser verhinderte jedoch, dass das amerikanische Schiff die zuvor überfahrenen Stromschnellen ein zweites Mal passieren konnte: Die General Sherman lief auf Grund. Das Beiboot wurde erneut ausgeschickt, an Bord auch die Geisel Yi, die man im Austausch für Hilfe beim Abzug freilassen wollte. Die Versuche, nun mit den Koreanern Verhandlungen aufzunehmen, scheiterten einerseits an der Sprachbarriere, andererseits am mittlerweile aufgekommenen Volkszorn: Nach der Konfrontation mit den Soldaten hatten sich auch Gerüchte verbreitet, dass auf dem Schiff Plündergut sei, oder gar von der südchinesischen Besatzung entführte koreanische Frauen. Bei dem folgenden Handgemenge konnte Kommandeur Yi Hyon-ik durch Sergeant Park Chong-wun (alte Transkription: Pak Chôngwun) befreit werden; ein Besatzungsmitglied der Sherman wurde tödlich von einem Stein getroffen, die anderen konnten offenbar sicher zur Sherman zurückkehren.
Park Gyu-su sah nun keinen Grund mehr zur Zurückhaltung und befahl die Zerstörung des Schwarzen Schiffs. Doch die zugespitzte Situation hielt sich noch für mehrere Tage: Die gestrandete, verzweifelte Besatzung schoss mit Gewehren und Bordkanonen auf die aufgestachelte Menschenmenge am Flussufer; Tote und Schwerverletzte waren die Folge. Die koreanischen Kanonen und Pfeilwerferbatterien konnten umgekehrt nicht sicher außerhalb der Reichweite der Schiffsgeschütze aufgebaut werden. Die irgendwann von dem Schiff gehisste weiße Flagge war ferner kein Zeichen, welches die Koreaner kannten. Der Gouverneur befahl zunächst, ein improvisiertes Geobukseon zu bauen, von dem aus auf die General Sherman gefeuert werden konnte. Park Chong-wun meldete sich als freiwilliger Kommandeur dieses Schiffs. Doch das antiquierte Konzept aus den Imjin-Kriegen taugte nicht im Einsatz gegen den moderneren Dampfer, und mindestens ein koreanischer Soldat kam ums Leben, als die angegriffene Sherman das Feuer erwiderte. Die zweite Idee war effektiver: Flussaufwärts wurden unbemannte Brander gebaut und gegen das gestrandete Schiff in Fahrt gesetzt. Zwar konnte die ausländische Crew die ersten Brander abwehren, doch ein Floß der dritten Branderwelle verhakte sich schließlich am Schiffsrumpf: Die General Sherman fing Flammen, und die toxischen Sulfurgase des Branderfeuers trieben die Besatzung zur Flucht von dem Schiff.
Zu den folgenden Geschehnissen gibt es keine übereinstimmenden Berichte: Entweder soll die Bevölkerung am Ufer bereitgestanden haben, um die Ausländer zu massakrieren oder in Gewahrsam zu nehmen, oder es waren Boote mit Soldaten längst bereitgestellt und Soldaten fischten die Invasoren aus dem Wasser. Die Gefangenen wurden entweder wenige Tage später ordentlich verurteilt und hingerichtet; oder aber direkt nach den Geschehnissen zu einer buddhistischen Stätte gebracht und dort von einem Mob zu Tode geschlagen. Nur zu dem Übersetzer Chao Ling Feng und zu dem Missionar R. J. Thomas gibt es genauere Hinweise; der erstere wurde trotz seiner auf Koreanisch vorgetragenen Bitten hingerichtet, der letztere soll angeblich seine letzte Bibel an seinen Scharfrichter übergeben haben.

## Folgen

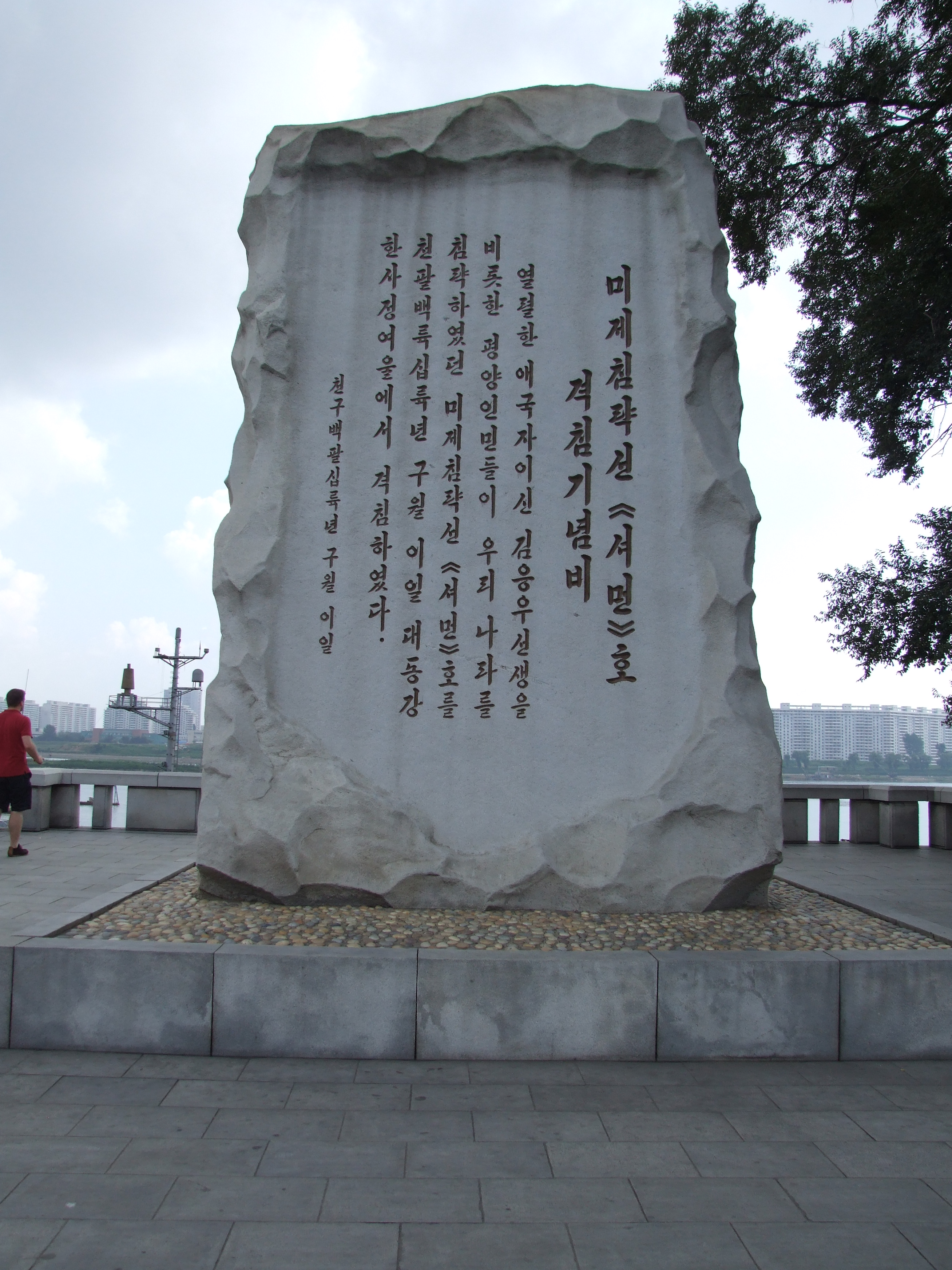
Modernes Monumental-Denkmal in Pjöngjang

Die erfolgreiche Vernichtung der Invasoren war Anlass für koreanischen Patriotismus. Unmittelbar nach dem später sogenannten „Vorfall“ wurden unter anderem Gouverneur Park Gyu-su und Park Chong-wun durch den Prinzregenten Daewongun belobigt; für die Bevölkerung wurden Volksfeste ausgerichtet.

### Verbleib derGeneral Sherman
Daewongun bemühte sich auch um die Aufrüstung seiner Nation, um dem Westen eigene Kriegsschiffe entgegensetzen können. Die Überreste der General Sherman wurden daher geborgen. Nach offiziellen Berichten, die Daewongun für eventuelle Fragen aus dem Ausland vorbereiten ließ, war das Schiff ein Totalverlust, und nur die Eisenstreben seien erhalten geblieben. Tatsächlich soll jedoch der beste Schiffsbauer Koreas damit beauftragt worden sein, das Wrack wieder fahrtüchtig zu machen. Eine Jungfernfahrt mit dem reparierten Schiff soll jedoch ein Fehlschlag gewesen sein; das Projekt wurde offenbar aufgegeben.
Von dem Schiff wurden nachweislich Waffen geborgen, und zwar zwei Kanonen, drei Kanonenkugeln, zwei Gewehre und 162 Schuss Munition. Die Ankerkette des Schiffs wurde als Trophäe am Osttor der Stadtmauer von Pjöngjang aufgehängt; die Kanonen wurden vor dem Arsenal der Stadt aufgestellt.

### Identität des Schiffs
Rekonstruktionen des Vorfalls stellen einen Zusammenhang zu der USS Princess Royal her, einem 60 m langen bewaffneten Dampfschiff, das im US-Bürgerkrieg als Behelfs-Kreuzer gedient hatte und dann unter dem  wieder zivilen Zwecken zugeführt werden sollte. Dieses Schiff wurde nach dem Rückbau zum Zivilschiff 1865 versteigert, erhielt den neuen Namen Sherman und sank 1874 im Einsatz der Reederei von William Fletcher Weld vor der Küste von North Carolina. Zwar weist die dokumentierte Geschichte dieser Sherman eine Lücke um das Jahr 1866 auf, andererseits fanden alle restlichen Einsätze dieser Sherman an der Süd- und Ostküste der Vereinigten Staaten statt und die Umstände, wie das schwer beschädigte Schiff aus dem nördlichen Korea wieder seetüchtig in US-Gewässer gekommen sein soll, bleiben durch diese Annahmen unerklärt.
Daher wird angenommen, dass es sich um ein anderes Schiff handelte, und zwar um einen kleineren Seitenraddampfer, der mutmaßlich nicht einmal in Amerika gebaut wurde, und aus Patriotismus noch unmittelbar vor der Mission zu Ehren Shermans umbenannt wurde.

### Amerikanische Reaktionen
Die amerikanische Reaktion auf den sogenannten General-Sherman-„Vorfall“ fiel spät aus; das Schiff war im Oktober zurückerwartet worden, traf aber nicht ein. Stattdessen erreichten den chinesischen Kaiserhof koreanische Berichte, dass ein entweder englisches (also britisches) oder französisches Schiff in Pjöngjang zerstört wurde. Auf chinesische Rückfragen kamen Antworten aus Korea, dass es sich bei den abgewehrten Eindringlingen nicht um Amerikaner gehandelt habe. Andere Nachrichten erreichten den Westen auch mit dem Rückzug der gescheiterten Französischen Strafexpedition nach Korea, als koreanische Kriegsgefangene von der erfolgreichen Abwehr der westlichen Invasoren im Norden berichteten.
Eine Untersuchung durch das zivile Schiff Wachusett erfolgte ab dem 23. Januar 1867; es ankerte mehrere Tage in der Daedong-Bucht bei Chan-yon (in der benachbarten Hwanghae-do-Provinz; die Amerikaner verwechselten die Daedong-Bucht mit der Taedong-Mündung und wandten sich daher an die falschen Stellen) und befragte sowohl Offizielle wie auch einheimische Fischer. Sie erhielten einen übertriebenen offiziellen Bericht, dass es der Zorn der Bevölkerung gewesen sei, weshalb alle Besatzungsmitglieder der Sherman ums Leben gekommen seien; allerdings machte der pompöse Emissär der Provinz Hwanghae-do auf die Amerikaner den Eindruck eines hinterhältigen Wilden, dem sie wenig Glauben schenkten. Weitere Rückfragen der Amerikaner unter Zuhilfenahme von in Korea ungeliebten japanischen Vermittlern scheiterten später daran, dass die Regierung in Edo zusammengebrochen war und erst 1868 die Meiji-Restauration begann. Nach immer mehr schlechten Erfahrungen mit ausländischen Eindringlingen hörten die Koreaner zudem auf, auf diplomatische Nachfragen zu antworten.
Für eine gründliche Untersuchung des Hergangs gab es nun Gespräche über eine gemeinsame Amerikanisch-Französische Expedition nach Korea, doch auch diese Verhandlungen zogen sich hin und wurden schließlich fallengelassen. So kam es erst 1871 zur Amerikanischen Expedition nach Korea.

### Nordkoreanische Lesart des Vorfalls
Die Affäre um die General Sherman spielt vor allem in der offiziellen nordkoreanischen Geschichtsschreibung und Propaganda eine bedeutende Rolle. Es wird als frühes Beispiel der Bedrohung der koreanischen Nation von außen, besser noch von Seiten der USA gesehen, die ihren bisherigen Höhepunkt im – laut nordkoreanischer Propaganda – von den USA angezettelten Koreakrieg fand. Der Vorfall von 1866 und die folgenden Ereignisse dienen als Rechtfertigung der nordkoreanischen Staatsideologie Chuch’e, die Autarkie, Isolation, das Überleben einer Nation aus eigener Kraft propagiert.
Die Vernichtung der General Sherman wird in Nordkorea bis heute als Heldentat dargestellt. Angeblich soll Kim Ung-u, der Urgroßvater des nordkoreanischen Staatschefs Kim Il-sung daran beteiligt gewesen sein.